# Повстання Жоламана Тленшиули
Повстання Жоламана Тленшиули — збройний виступ казахів Молодшого жузу у 1822–1825 роках під проводом Жоламана Тленшиули проти російської колоніальної влади і підконтрольних їй ханів.

## Причини збройного виступу
У 1820-х роках, в умовах колоніального завоювання Росією Казахстану відбулася низка масових антиурядових повстань казахів Молодшого жузу. Поширення виступів, їх територіальне охоплення прямо залежали від просування степом військових сил колонізаторів. Залучення в боротьбу казахських родів відбувалося також в залежності від земельних захоплень росіян. Серед родів, що підтримали боротьбу лідера повстанців Сирима Датули проти колоніальної політики Росії був рід Табин Молодшого жузу.
Одне з найперших і найзначніших російських земельних захоплень земель Молодшого жузу відбулося в районі притоки Яїку Ілек. Ця територія, багата пасовищами, річками і соляними копальнями, здавна вважалася традиційним кочовищем казахів роду Табин. Створення Оренбурзькою адміністрацією у 1819 році Новоілецької оборонної лінії викликало протест у Молодшому жузі. Бій Табинського роду батир Жоламан Тленшиули очолив боротьбу казахів проти колонізаторів. Для придушення повстання Росія послала регулярні війська.

## Перебіг повстання
Одне з найперших і найзначніших земельних захоплень Росією казахських земель Молодшого жузу відбулося в районі річки Ілек. Ця територія здавна вважалася традиційним кочовищем казахів роду Табин. До будівництва лінії військових укріплень тут панували казахи, безперешкодно користуючись родючими пасовищами та добуваючи сіль.
Після створення Оренбурзькою адміністрацією у 1819 році Новоілецької оборонної лінії і витіснення з казахів з Новоілецкого району, казахи роду Табин неодноразово висловлювали свій протест — зверталися до Оренбурзького генерал-губернатора Ессена з проханнями повернути старі кочовища, але кожного разу отримували категоричну відмову. Це призвело до початку збройного повстання місцевого казахського населення. У 1822 році збройний опір загарбникам очолив батир і бій роду Табин Жоламан Тленшиули. Він оголосив війну Росії і очолив боротьбу казахів за повернення земель на берегах Ілеку.
Жоламан-батир зібрав під своїм проводом близько трьох тисяч повстанців, які здійснювали активні напади на нову лінію укріплень і станиць. Повсталі нападали на козачі станиці, палили сіно, захоплювали полонених і гнали худобу. Нападали вони також на аули тієї частини казахської знаті, яка відзначилася відданістю колоніальний владі. Тактика повсталих полягала в тому, що вони здійснювали раптові набіги невеликими загонами, потім швидко відходили у важкодоступні піски Каракумів, залишаючи за собою пали — це помітно ускладнювало переслідування повстанців каральними загонами.
Хан Молодшого жузу Шергази Айшуакули не зміг самостійно впоратися з заворушеннями на новому кордоні. Проти повстання була направлена каральна експедиція з 500 оренбурзьких козаків з двома гарматами. Повстанці чинили відчайдушний опір, але навесні 1825 року карателям вдалося розгромити сотні аулів вздовж річок Булдурта, Шиєлі і Тамди. В боях з карателями загинуло 195 людей. Козаки захопили в полон 125 казахів разом жінками і дітьми. Вони були заключені в Уральську в'язницю. Шість близьких родичів Жоламана були заслані до Сибіру. Ватажки повстанців були змушені тимчасово припинити опір.
У 1835 році, після чергового захоплення Росією величезного земельного масиву між Орською і Троїцькою фортецями, спалахнуло нове повстання. До повсталих приєдналися казахські роди Молодшого і Середнього жузів — жагалбайли, жаппас, алшин, аргин і кипчак. Повстанці здійснювали регулярні набіги на прикордонні укріплення. Повсталими знову керував батир Жоламан.
Після поразки і цього повстання, Жоламан Тленшиули зі своїми воїнами приєдналися до загонів хана Кенесари Касимули та продовжили спільну боротьбу. З відходом загонів Кенесари на південь, загони Жоламана стали розпадатися. У 1840-х роках Жоламан-батир відкочував у Бухару.
Національно-визвольна боротьба Жоламана Тленшиули мала яскраво виражений антиколоніальний характер, але була приречена на невдачу через локальність виступів і нечисленності учасників. У той же час вона відіграла помітну роль в назрівання найбільшого у XIX столітті повстання казахів на чолі з Кенесари Касимули.